# Дворецкий, Арье
Арье Дворецкий (3 мая  1916, Хорол, Полтавская губерния — 8 мая 2008, Иерусалим, Израиль) — израильский математик, известный трудами по функциональному анализу, статистике и теории вероятностей.
В 1922 году переехал с родителями в подмандатную Палестину. В 1941 году защитил докторскую диссертацию в Еврейском университете в Иерусалиме под руководством Михая Фекете. С 1951 года — профессор того же университета, в 1955—1956 годах — декан отделения точных наук, в 1959—1961 годах — проректор.
В 1974—1980 годах — президент Израильской академии естественных и гуманитарных наук. В 1986—1989 годах — президент Института Вейцмана. Лауреат Премии Израиля по математике (1973).
Жена — Сара Шнеерсон; их сын Гидеон Дворецкий (1952—1973) погиб на фронте во время войны Судного дня.
С именем учёного связаны такие результаты, как теорема Дворецкого, неравенство Дворецкого — Кифера — Вольфовица, теорема Дворецкого — Роджерса, эффект Рамсея — Дворецкого — Мильмана.